# جوين ر. تومبكينز
جوين ر. تومبكينز (بالإنجليزية: Gwyn R. Tompkins)‏ هو مدرب خيول أمريكي، ولد في 1861، وتوفي في 26 نوفمبر 1938.